# Morehead City
Morehead City é uma cidade  localizada no estado norte-americano de Carolina do Norte, no Condado de Carteret.

## Demografia
Segundo o censo norte-americano de 2000, a sua população era de 7691 habitantes.
Em 2006, foi estimada uma população de 9293, um aumento de 1602 (20.8%).

## Geografia
De acordo com o United States Census Bureau tem uma área de
14,6 km², dos quais 13,2 km² cobertos por terra e 1,4 km² cobertos por água.

## Localidades na vizinhança
O diagrama seguinte representa as localidades num raio de 16 km ao redor de Morehead City.